# Christian Gottlieb Georg von Zschock
Christian Gottlieb Georg von Zschock (* 21. März 1737 in Greifenberg in Pommern; † 29. April 1809 in Hamm) war ein preußischer Generalmajor und zuletzt Kommandeur des Infanterieregiments „von Manstein“.

## Leben

### Herkunft
Seine Eltern waren der Senator und Bürgermeister von Greifenberg Karl Ludwig Zschock († 30. September 1797) und dessen Ehefrau Sophie Hedwig, geborene Ebel.

### Militärkarriere
Zschock ging am 21. August 1757 als Musketier in das Infanterieregiment „von Manteuffel“. Von 1757 bis 1760 kämpfte er im Siebenjährigen Krieg in den Schlachten bei Roßbach, Kay, Kunersdorf und der Belagerung von Prag. In Kunersdorf wurde er am linken Arm verwundet, bei Maxen geriet er in Gefangenschaft und wurde erst am Ende des Krieges wieder freigelassen. Wegen Tapferkeit vor dem Feind wurde er bereits am 9. August 1759 als Fähnrich in das Infanterieregiment „von Schenckendorf“ versetzt, wo er am 12. Dezember 1761 auch Sekondeleutnant wurde.
Nach dem Krieg wurde er am 14. August 1771 Premierleutnant und nahm als solcher auch noch 1778/79 am Bayrischen Erbfolgekrieg teil. Am 13. August 1780 wurde er Stabskapitän und am 1. April 1785 Hauptmann und Kompaniechef. Am 10. April 1787 wurde er in den Adelsstand erhoben. Im gleichen Jahr nahm er am Feldzug in Holland teil, wo er im Gefecht bei Oudekerke kämpfte. Am 3. Juli 1790 wurde er Major und am 22. Oktober 1792 Bataillonskommandeur. Während des Ersten Koalitionskrieges kämpfte er in den Gefechten bei La Lune, Frankfurt am Main, Hochheim, Diedesheim sowie an der Schlacht bei Kaiserslautern sowie den Belagerungen von Mainz und Landau. Dafür erhielt er am 17. Juli 1793 den Orden Pour le Mérite. Am 9. Juli 1794 wurde er zum Kommandeur des Infanterieregiments „von Manstein“ ernannt.  Am 20. Mai 1798 stieg er zum Oberstleutnant und am 20. Mai 1800 zum Oberst auf. Am 6. Januar 1806 nahm er seinen Abschied und erhielt eine Pension von 600 Talern dazu die Beförderung zum Generalmajor.
Zudem erhielt er ab dem 25. Januar 1806 eine Zulage von 200 Talern. Nach dem verlorenen Krieg von 1806 wurde die Pension aber nicht mehr ausgezahlt. Er starb am 29. April 1809 in großer Armut in Hamm.

### Familie
Zschock war zweimal verheiratet. Am 27. März 1792 heiratete er Henriette Elisabeth Wilhelmine Hinke (* 1770; † 12. August 1794), eine Tochter des Kriegs- und Domänenrat von Hamm Friedrich August Hincke. Das Paar hatte mehrere Kinder:
- Christiane Luise (* 21. Februar 1785)
- Karl Ludwig Georg (* 9. Mai 1788)

Nach dem Tod seiner ersten Frau heiratete er am 29. Dezember 1801 deren Schwester Luise Henriette Therese Christiane Hinke († 5. September 1855). 
Zudem hatte er mit Luise Eleonore Ernestine Wolfgang einen Sohn:
- Siegfried Karl Christian (* 2. Mai 1768; † 18. September 1794), gefallen bei Asselborn als Sekondeleutnant im Infanterieregiment „von Kunitzky“